# Hergiswil
Hergiswil, Hergiswil am See – miejscowość i gmina w środkowej Szwajcarii, w kantonie Nidwalden. Leży nad Jeziorem Czterech Kantonów.  

## Demografia
W Hergiswil mieszka 5 817 osób. W 2021 roku 22% populacji gminy stanowiły osoby urodzone poza Szwajcarią. 

## Transport
Przez teren gminy przebiegają autostrady A2, A8 oraz droga główna nr 4. 

## Współpraca
Miejscowość partnerska:
- Tienen, Belgia